# اتوون-ایبیون
اتوون-ایبیون (به فرانسوی: Authon-Ébéon) یک کمون در فرانسه است که در canton of Saint-Hilaire-de-Villefranche واقع شده‌است. اتوون-ایبیون ۱۱٫۶۵ کیلومتر مربع مساحت دارد ۳۰ متر بالاتر از سطح دریا واقع شده‌است.